# 玉女象法螺
玉女象法螺（学名：Cymatium gutturnium），是异足目法螺科梭法螺属的一种。主要分布于印度尼西亚、台湾，常栖息在浅海珊瑚礁、岩石底、沿岸。